# Radoš
Radoš je moško osebno ime, pa tudi priimek.

## Izvor imena
Ime Radoš je različica moškega osebnega imena Rado.

## Pogostost imena
Po podatkih Statističnega urada Republike Slovenije je bilo na dan 31. decembra 2007 v Sloveniji število moških oseb z imenom Radoš: 90.

## Osebni praznik
Osebe z imenom Radoš lahko praznujejo god takrat kot osebe z imenom Rado.